# Mr. White (James Bond)
(Le ultime parole di Mr. White in Spectre)
Mr. White è un nemico di James Bond nei film Casino Royale e Quantum of Solace. Interpretato da Jesper Christensen, il personaggio riprende la figura della spia della SMERSH che, nel romanzo Casino Royale, uccide Le Chiffre.

## Caratteristiche
Mr. White è un uomo estremamente intelligente, sociopatico e spietato. Il signor White è un agente anziano tirannico e insensibile all'interno dell'organizzazione Quantum. Poco altro si sa sulla sua personalità. Il suo omicidio di Le Chiffre dimostra che egli non ha problemi a eliminare i suoi stessi alleati quando esauriscono la loro utilità, e non si ferma davanti a nulla per mantenere la reputazione di Quantum commentando "Per la nostra organizzazione è più importante di chi fidarsi". Tuttavia, White in Spectre sembra provare un certo senso di colpa e preoccupazione per la propria figlia davanti a James Bond.

## Biografia
Comparendo solamente in Casino Royale, Quantum of Solace e Spectre, il personaggio di Mr. White riveste sempre un ruolo di antagonista secondario all'interno della storia. In Spectre si apprende che è vedovo e padre di Madeleine Swann. Ogni anno si reca con la moglie e la figlia presso l'hotel "L'Americain" a Tangeri, meta del suo viaggio di nozze e qui continua a tornarci anche dopo la morte della consorte. Affitta sempre la stessa stanza all'interno della quale ha ricavato uno spazio segreto come studio personale. È membro dell'organizzazione Quantum, carnefice di Le Chiffre e mandante dell'uccisione di Vesper Lynd. Alla fine di Casino Royale viene catturato da Bond e portato in un luogo segreto a Siena, per essere interrogato da M. Tuttavia qui riesce a fuggire grazie all'aiuto di un suo uomo, infiltrato nell'MI6. In seguito riappare ad una riunione del Quantum a Bregenz, durante una rappresentazione della Tosca. In Spectre, viene ritrovato da Bond in un rifugio tra le montagne austriache. Qui, ormai prossimo alla morte per avvelenamento da Tallio, dopo un breve dialogo con Bond, in cui gli rivela il luogo dove la figlia si nasconde, si uccide con un colpo alla testa sparato dalla Walther di 007. Nel quinto e ultimo film della serie interpretata da Daniel Craig, No Time to Die, non compare, ma viene occasionalmente citato quale mandante dello sterminio della famiglia di Lyutsifer Safin il quale, per vendicarsi, uccide tutti i membri della Spectre e la stessa moglie di Mr. White, risparmiando solo la figlia Madeleine.

### Casino Royale
White si rivela essere l'uomo in combutta con Le Chiffre, il quale gli chiede i soldi per sistemare una loro questione d'affari. Le Chiffre non riesce però a dare i soldi necessari a White, ed è per questo che White punisce Le Chiffre uccidendolo mentre stava torturando James Bond. Alla fine del film, White e Bond si incontrano faccia a faccia.

### Quantum of Solace
Dopo il suo incontro faccia a faccia con Bond, White viene catturato da quest'ultimo, e insieme a M lo interroga per avere più informazioni sulla Compagnia terroristica conosciuta come Quantum. Durante l'interrogatorio però, la guardia del corpo di M Mitchell si rivela essere un agente di Quantum attacca Bond e M, e questo permette a White di fuggire. Riappare assieme ad altri agenti di Quantum a Bregenz, in Austria, durante la rappresentazione della Tosca.

### Spectre
White viene rintracciato da Bond in Austria mediante l'aiuto di Eve Moneypenny. Dopo vari anni dal loro ultimo incontro, Bond interroga White per sapere sulla compagnia terroristica SPECTRE. White rivela però di essere stato avvelenato dal tallio, e questo rende difficile per Bond sapere di più su SPECTRE. Ma Bond e White riescono a fare un accordo: Bond proteggerà sua figlia, Madeleine Swann, e l'agente britannico dà all'ex nemico la sua pistola, per porre fine alle sue sofferenze. White si spara così alla testa e muore.